# Comte de Flandre (stație de metrou din Bruxelles)
fr  Comte de Flandre / nl  Graaf van Vlaanderen  (în română Conte de Flandra) este o stație de metrou situată în comuna Molenbeek-Saint-Jean, în Regiunea Capitalei Bruxelles din Belgia.

## Istoric
Construcția stației a durat aproape 30 de ani, șantierul afectând zona înconjurătoare pentru o lungă perioadă. Stația a fost dată în final în funcțiune pe 8 mai 1981, împreună cu Étangs Noirs / Zwarte Vijvers și Beekkant, ca parte a prelungirii liniei 1 a metroului până în zona Porte de Flandre / Vlaamsepoort. Odată cu reorganizarea rețelei de metrou, pe 4 aprilie 2009, prin stație circulă liniile 1 și 5.
În anul 2010 au fost efectuate lucrări de montare a unui ascensor care permite accesul de la suprafață al persoanelor cu mobilitate redusă până la nivelul peroanelor.

## Caracteristici
Comte de Flandre / Graaf van Vlaanderen este cea mai adâncă stație a liniilor 1 și 5, construită astfel pentru a permite acestor linii să subtraverseze canalul Charleroi-Bruxelles.
În interior, deasupra liniilor este montată o lucrare a artistului plastic flamand Paul van Hoeydonck. Intitulată „16 x Icarus”, lucrarea este alcătuită din 16 personaje suspendate de tavan la înălțimi diferite, toate îndreptate către un planetariu suspendat la intrarea în tunel. Corpurile, brațele și picioarele sunt prezentate în poziții diferite, dar toate evocă „mișcarea către înainte, forța de aspirație a unui curent către concentrarea de planete”, care-l atrage pe om spre o lume nouă, necunoscută lui. Opera lui Paul van Hoeydonck intenționează să anime volumul impozant al stației și să stimuleze emoțiile și imaginația.

## Legături

### Linii de metrou ale STIB
- 1 Gare de l'Ouest / Weststation – Stockel / Stokkel
- 5 Erasme / Erasmus – Herrmann-Debroux

## Locuri importante în proximitatea stației
- Cartierul Rive Gauche;
- Primăria Molenbeek-Saint-Jean;
- Catedrala Saint-Jean-Baptiste;

## Galerie de imagini

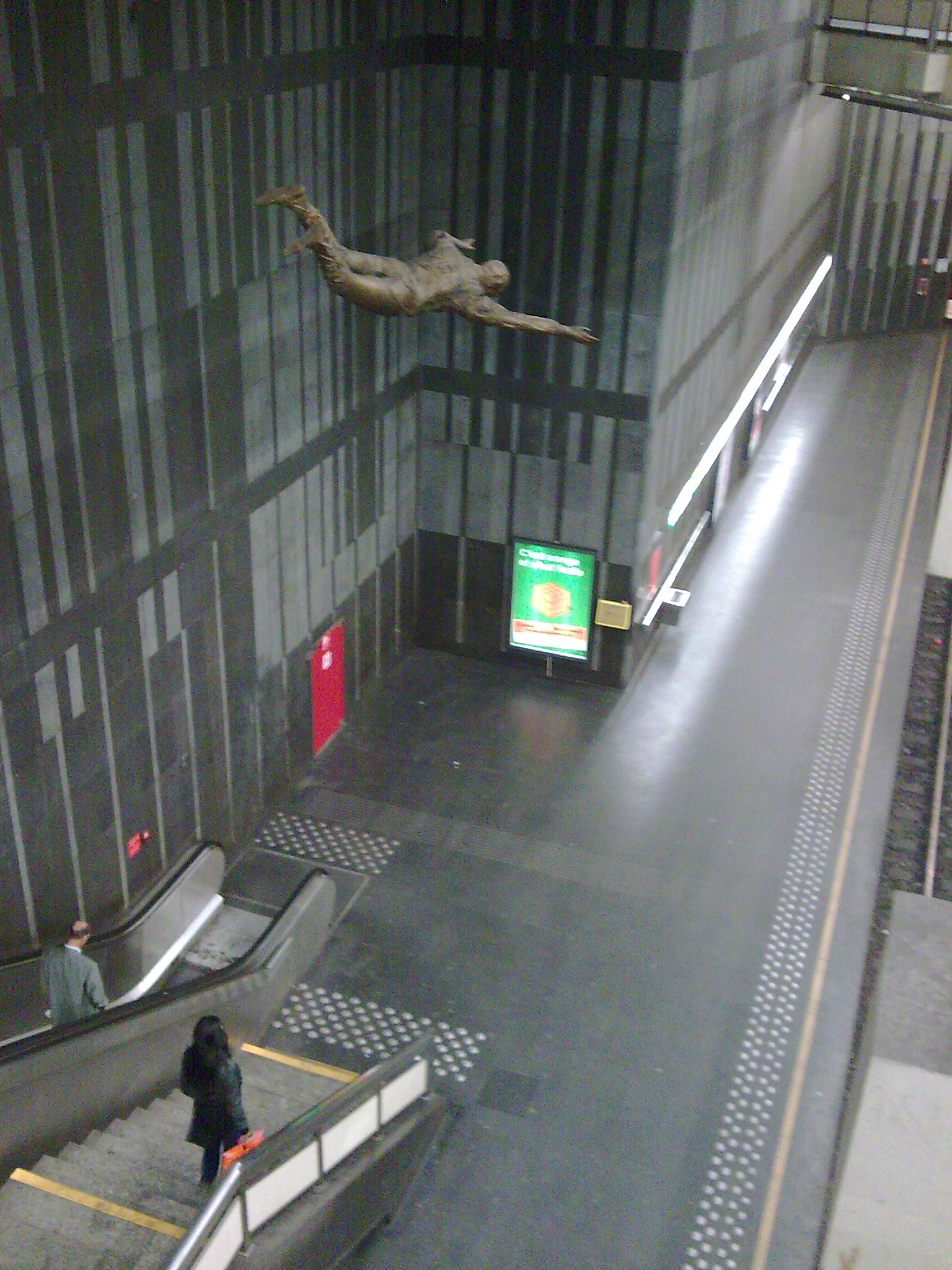
Lucrarea „16 x Icarus” văzută din incinta de acces către peroane.
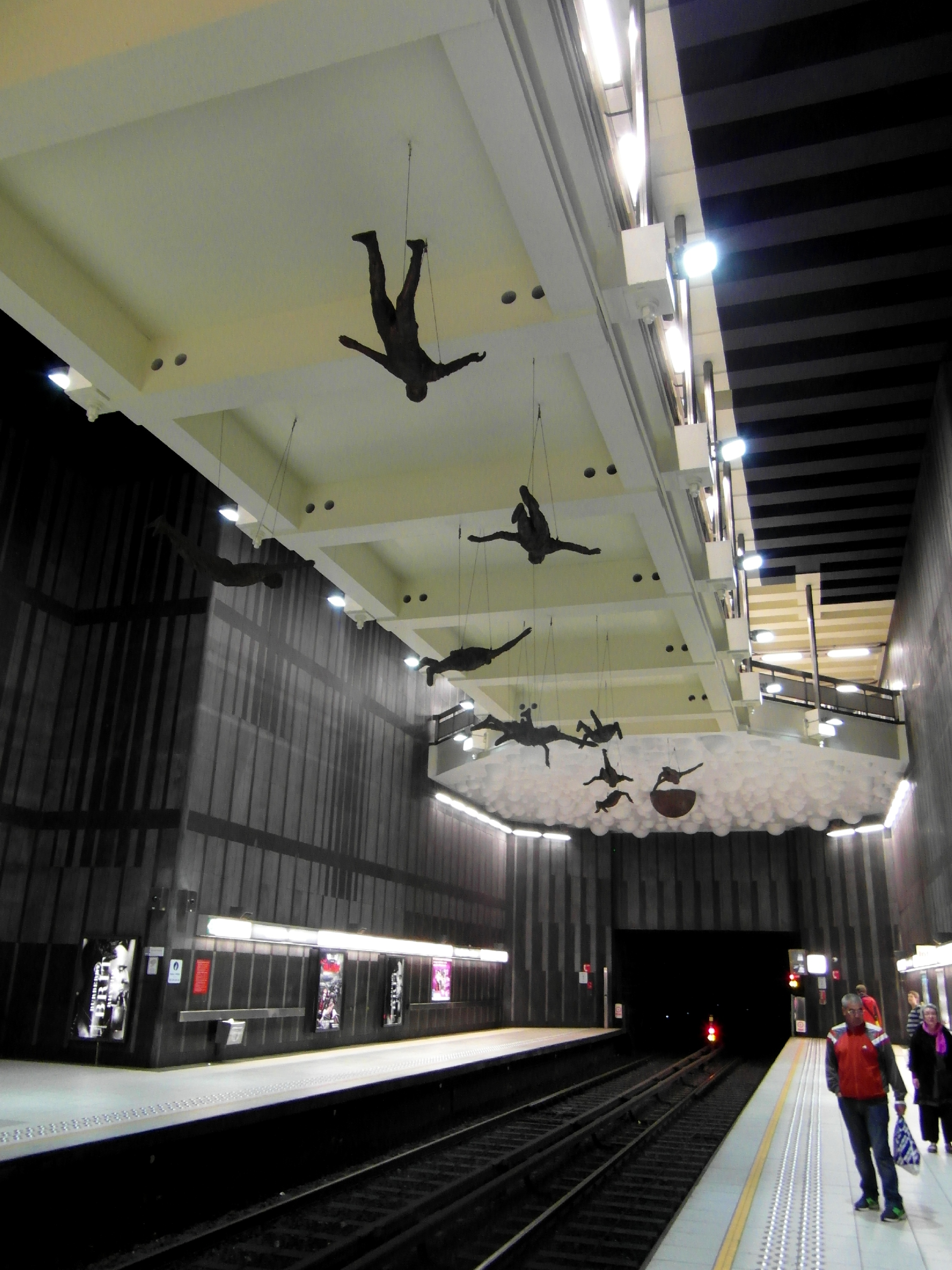
Lucrarea „16 x Icarus” văzută de pe peron.
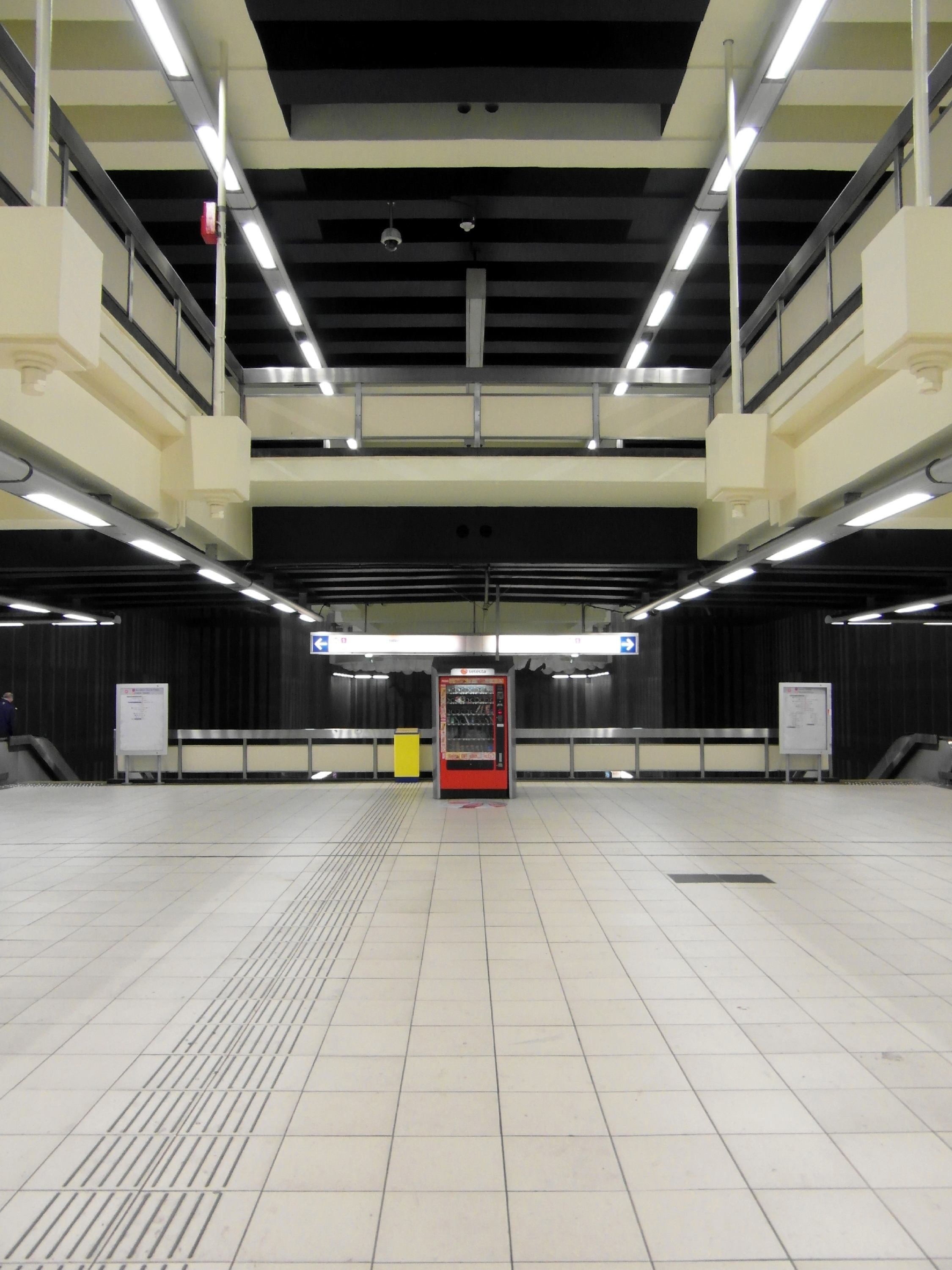
Accesul spre peroane.
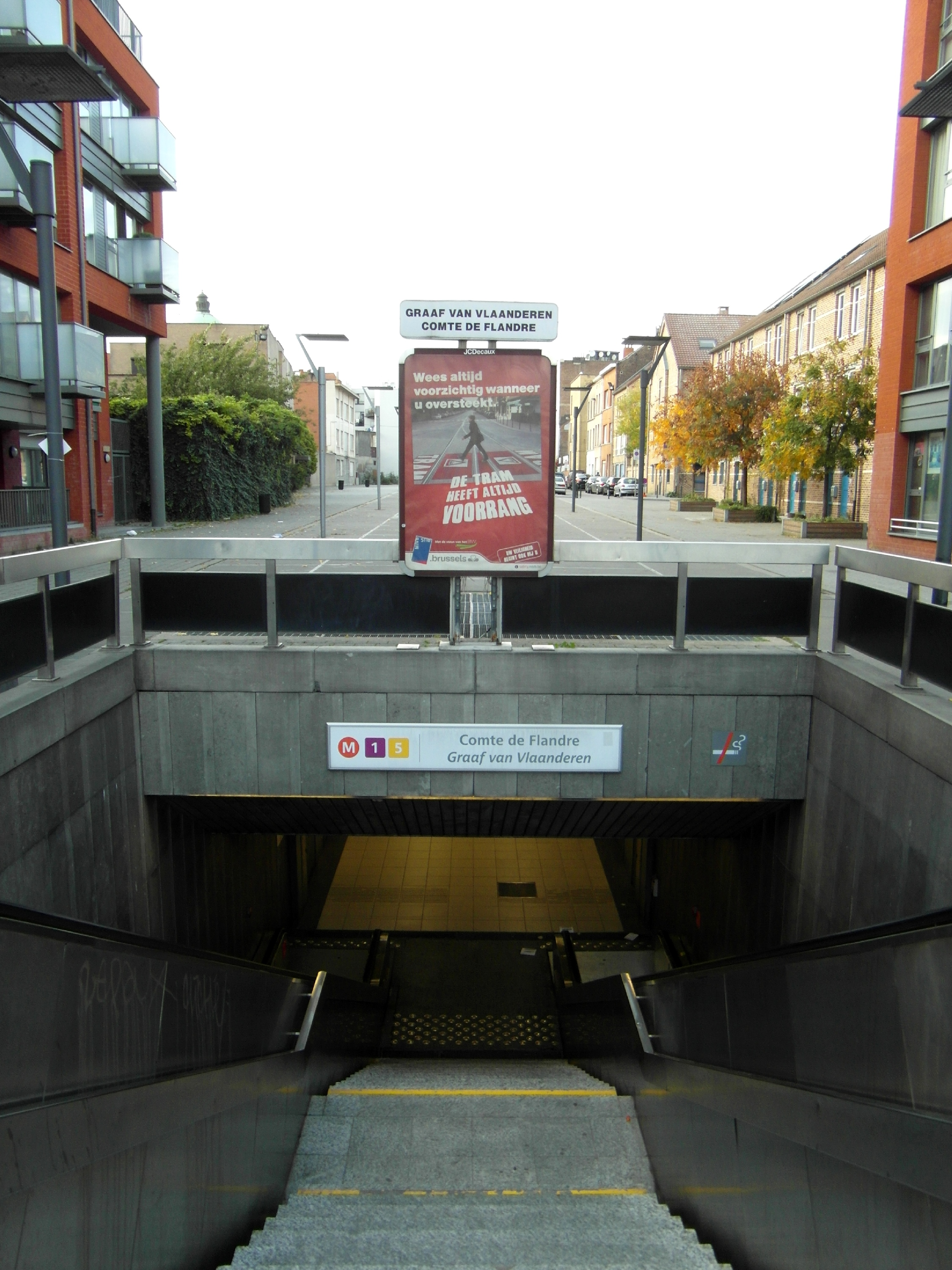
Intrarea în stație.